# Escola Conde de Ferreira de Alvito
A Escola Conde de Ferreira de Alvito, igualmente conhecida como Antiga Escola Primária Masculina do Alvito ou Escola do Adro, é um edifício histórico na vila de Alvito, na região do Alentejo, em Portugal.

## Descrição e história
O edifício está situado na Rua São João de Deus, nas imediações da Igreja Matriz. O modelo base para as Escolas Conde de Ferreira apresenta um estilo revivalista no exterior, com elementos como cunhais apilastrados, embasamentos, e remates em cornija e beiral, janelas molduradas a cantaria e com caixilharia de guilhotina, e portas com bandeira. Destaca-se a fachada principal, que termina numa sineira rematada por um frontão triangular.
O imóvel foi construído na segunda metade do século XIX, como parte do conjunto de edifícios escolares construídos com os fundos deixados em testamento pelo Conde de Ferreira, Joaquim Ferreira dos Santos, que faleceu em 1866.
Em 2013, o Museu Municipal de Alvito estava a preparar a instalação de um núcleo de arqueologia na antiga Escola do Adro, prevendo-se que abriria ao público em Setembro desse ano. Em Julho de 2017, o presidente da Câmara Municipal de Alvito, António Valério, explicou à agência Lusa que a requalificação da Escola Conde Ferreira tinha sido inicialmente inserida no Plano de Acção Integrado para as Comunidades Desfavorecidas, mas a obra não chegou a avançar, prevendo-se então que iria ser depois integrada no Plano de Acção de Regeneração Urbana, após a atribuição de apoios financeiros para este tipo de iniciativas por parte da Comissão de Coordenação e Desenvolvimento Regional do Alentejo, no âmbito do programa Alentejo 2020. Em 2019, estava a funcionar naquele edifício o Espaço Solidário, organizado pelo Núcleo de Voluntariado Social de Alvito, e que era destinado à distribuição de bens aos habitantes mais vulneráveis do concelho.
Em Maio de 2021, o Boletim Municipal de Alvito noticiou que já tinha sido contratado o empreendimento para a reparação do telhado da escola, faltando apenas o parecer por parte da Direcção Regional da Cultura.